# Akagutj-Jauratj
Akagutj-Jauratj är varandra näraliggande sjöar i Arjeplogs kommun i Lappland som ingår i Skellefteälvens huvudavrinningsområde.
- Akagutj-Jauratj (Arjeplogs socken, Lappland, 734789-156966), sjö i Arjeplogs kommun, 66°13′21″N 17°21′10″Ö / 66.2226°N 17.3527°Ö
- Akagutj-Jauratj (Arjeplogs socken, Lappland, 734808-156924), sjö i Arjeplogs kommun, 66°13′28″N 17°20′37″Ö / 66.2244°N 17.3435°Ö
- Akagutj-Jauratj (Arjeplogs socken, Lappland, 734782-157000), sjö i Arjeplogs kommun, 66°13′12″N 17°21′10″Ö / 66.2201°N 17.3527°Ö (13,6 ha)